# Interlands Nederlands-Indisch voetbalelftal
Deze pagina toont een chronologisch en gedetailleerd overzicht van de interlands die het Nederlands-Indisch voetbalelftal heeft gespeeld.
Het Nederlands-Indisch elftal speelde alleen in 1934 en 1938 interlands. In 1934 onder verantwoordelijkheid van de Nederlandsch-Indische Voetbal Bond (NIVB) en in 1938 onder verantwoordelijkheid van diens opvolger, de Nederlandsch-Indische Voetbal Unie (NIVU). Sinds de onafhankelijkheid speelt het land als Indonesië onder verantwoordelijkehid van de huidige Indonesische voetbalbond PSSI. Deze telt de interlands van Nederlands-Indië niet als officiële interlands voor Indonesië.

## Interlands

### 1934
| Verre Oosten Spelen 1934 |
| ------------------------ |

|                                                             |                                                                           |       |                    |                                                                                              |
| 13 mei 1934 Verre Oosten Spelen 1934 № 1 «onderlinge duels» | Nederlands-Indië                                                          | 7 – 1 | Japan              | Rizal Memorial Stadium, Manilla Toeschouwers: 30.000 Scheidsrechter: Eduardo Rodriguez (PHI) |
| 13 mei 1934 Verre Oosten Spelen 1934 № 1 «onderlinge duels» | Ludwich Jahn 16', 50', 65' Tan Hong Djien 27' Tio Hian Goan 37', 56', 58' |       | 52' Taizo Kawamoto | Rizal Memorial Stadium, Manilla Toeschouwers: 30.000 Scheidsrechter: Eduardo Rodriguez (PHI) |

|                                                             |                                         |       |                  |                                                                             |
| 14 mei 1934 Verre Oosten Spelen 1934 № 2 «onderlinge duels» | China                                   | 2 – 0 | Nederlands-Indië | Rizal Memorial Stadium, Manilla Toeschouwers: 12.000 Scheidsrechter: Hickey |
| 14 mei 1934 Verre Oosten Spelen 1934 № 2 «onderlinge duels» | Tso Kwai Shing 48' Fung King Cheong 57' |       |                  | Rizal Memorial Stadium, Manilla Toeschouwers: 12.000 Scheidsrechter: Hickey |

|                                                             |                                                           |       |                    |                                                                         |
| 19 mei 1934 Verre Oosten Spelen 1934 № 3 «onderlinge duels» | Filipijnen                                                | 3 – 2 | Nederlands-Indië   | Rizal Memorial Stadium, Manilla Scheidsrechter: Eduardo Rodriguez (PHI) |
| 19 mei 1934 Verre Oosten Spelen 1934 № 3 «onderlinge duels» | Francisco Gutierrez ?' Emilio Heredia ?' Manuel Azaola ?' |       | ?', ?' Suwu Lontoh | Rizal Memorial Stadium, Manilla Scheidsrechter: Eduardo Rodriguez (PHI) |

|  |  |  |  |  |  |  |  |  |

### 1938
|                                                         |                  |     |       |        |
| 25 januari 1938 WK 1938 kwalificatie «onderlinge duels» | Nederlands-Indië | w/o | Japan | Saigon |
| 25 januari 1938 WK 1938 kwalificatie «onderlinge duels» |                  |     |       | Saigon |

|                                                     |                  |     |                  |                               |
| 26 mei 1938 WK 1938 kwalificatie «onderlinge duels» | Nederlands-Indië | w/o | Verenigde Staten | Stadion Feijenoord, Rotterdam |
| 26 mei 1938 WK 1938 kwalificatie «onderlinge duels» |                  |     |                  | Stadion Feijenoord, Rotterdam |

| Wereldkampioenschap voetbal 1938 |
| -------------------------------- |

|                                                                           |                                                                                  |       |                  |                                                                                   |
| 5 juni 1938 WK 1938 Eerste ronde № 4 «onderlinge duels» 17:00 uur (UTC+1) | Hongarije                                                                        | 6 – 0 | Nederlands-Indië | Vélodrome Municipal, Reims Toeschouwers: 9.000 Scheidsrechter: Roger Conrié (FRA) |
| 5 juni 1938 WK 1938 Eerste ronde № 4 «onderlinge duels» 17:00 uur (UTC+1) | Vilmos Kohut 14' Géza Toldi 16' György Sárosi 25', 88' Gyula Zsengellér 30', 67' |       |                  | Vélodrome Municipal, Reims Toeschouwers: 9.000 Scheidsrechter: Roger Conrié (FRA) |

|  |  |  |  |  |  |  |  |  |

|                                                                                           | |       |                                       |                                                                                      |
| 26 juni 1938 Vriendschappelijk Olympische Dag № 5 «onderlinge duels» 14:30 uur (UTC+1:20) | Nederland | 9 – 2 | Nederlands-Indië                      | Olympisch Stadion, Amsterdam Toeschouwers: 50.000 Scheidsrechter: Hans Boekman (NED) |
| 26 juni 1938 Vriendschappelijk Olympische Dag № 5 «onderlinge duels» 14:30 uur (UTC+1:20) | Henk van Spaandonck 12' Jan Linssen 13' Piet Dumortier 15', 21', 23', 78' Guus Dräger 46', 69' Arie de Vroet 48' |       | 40' Hans Taihuttu 45' Tjaak Pattiwael | Olympisch Stadion, Amsterdam Toeschouwers: 50.000 Scheidsrechter: Hans Boekman (NED) |

PSSI · 
Indonesisch vrouwenelftal
1930 – 1939 ·
1940 – 1949 ·
1950 – 1959 ·
1960 – 1969 ·
1970 – 1979 ·
1980 – 1989 ·
1990 – 1999 ·
2000 – 2009 ·
2010 – 2019 ·
2020 – 2029
WK's: 1938
OS: 1956
Afghanistan ·
Andorra ·
Argentinië ·
Australië ·
Bahrein ·
Bangladesh ·
Bhutan ·
Bosnië en Herzegovina ·
Brunei ·
Bulgarije ·
Burundi ·
Cambodja ·
Canada ·
China ·
Cuba ·
Curaçao ·
DDR ·
Denemarken ·
Dominicaanse Republiek ·
Egypte ·
Estland ·
Fiji ·
Filipijnen ·
Ghana ·
Guinee ·
Guyana ·
Hongarije ·
Hongkong ·
India ·
Irak ·
Iran ·
Jamaica ·
Japan ·
Jemen ·
Joegoslavië ·
Jordanië ·
Kameroen ·
Kenia ·
Kirgizië ·
Koeweit ·
Kroatië ·
Laos ·
Liberia ·
Libië ·
Liechtenstein ·
Litouwen ·
Malediven ·
Maleisië ·
Malta ·
Marokko ·
Mauritius ·
Moldavië ·
Myanmar ·
Nederland ·
Nepal ·
Nieuw-Zeeland ·
Nigeria ·
Noord-Korea ·
Oezbekistan ·
Oman ·
Oost-Timor ·
Pakistan ·
Palestina ·
Papoea-Nieuw-Guinea ·
Paraguay ·
Puerto Rico ·
Qatar ·
Saoedi-Arabië ·
Senegal ·
Singapore ·
Sri Lanka ·
Syrië ·
Taiwan ·
Tanzania ·
Thailand ·
Turkmenistan ·
Uruguay ·
Vanuatu ·
Verenigde Arabische Emiraten ·
Vietnam ·
Zimbabwe ·
Zuid-Jemen ·
Zuid-Korea ·
Zuid-Vietnam
België · Bulgarije · Denemarken · Duitsland · Engeland · Estland · Finland · Frankrijk · Griekenland · Hongarije · Ierland · Israël · Italië · Joegoslavië · Letland · Litouwen · Luxemburg · Nederland · Nederlands-Indië · Noord-Ierland · Noorwegen · Oostenrijk · Polen · Portugal · Roemenië · Schotland · Spanje · Tsjecho-Slowakije · Turkije · Wales · Zweden · Zwitserland